# 沖縄県特別支援学校一覧
沖縄県特別支援学校一覧（おきなわけんとくべつしえんがっこういちらん）は、沖縄県の特別支援学校一覧。

## 那覇市
- 沖縄県立那覇特別支援学校
- 沖縄県立那覇みらい支援学校

## 名護市
- 沖縄県立名護特別支援学校
- 沖縄県立桜野特別支援学校

## 沖縄市
- 沖縄県立美咲特別支援学校
- 沖縄県立泡瀬特別支援学校

## 浦添市
- 沖縄県立大平特別支援学校
- 沖縄県立鏡が丘特別支援学校
  - 沖縄県立鏡が丘特別支援学校浦添分校・高等部分教室
- 沖縄県立陽明高等支援学校

## うるま市
- 沖縄県立沖縄高等特別支援学校
- 沖縄県立中部農林高等支援学校

## 糸満市
- 沖縄県立西崎特別支援学校

## 宮古島市
- 沖縄県立宮古特別支援学校

## 石垣市
- 沖縄県立八重山特別支援学校

## 西原町
- 沖縄県立森川特別支援学校

## 八重瀬町
- 沖縄県立島尻特別支援学校
- 沖縄県立やえせ高等支援学校

## 南風原町
- 沖縄県立沖縄盲学校
- 沖縄県立南風原高等支援学校

## 北中城村
- 沖縄県立沖縄ろう学校
- 沖縄県立はなさき支援学校

## 廃校になった特別支援学校
- 沖縄県立那覇養護学校澄井分校
- 沖縄県立那覇養護学校泡瀬分校
- 沖縄県立宮古養護学校稲沖分校

## リンク
- 沖縄県教育委員会